# 오가와촌 (이바라키현)
오가와촌(緒川村)은 이바라키현 나카군에 설치되었던 촌이다. 현재의 히타치오미야시에 해당한다.

## 역사
- 1956년 9월 29일 - 오세촌, 야사토촌과 합병해 오가와촌이 성립하였다.
- 2004년 10월 16일 - 가와치군 미와촌, 야마가타정, 히가시이바라키군 고젠야마촌과 합병해 가와치군 오미야정과 합병해 가와치군 오미야정 (당일 시로 승격해 히타치오미야시로 개칭)에 편입해 폐지되었다.

## 교통

### 도로
- 국도 제293호선